# Panaxia nepos
Panaxia nepos är en fjärilsart som beskrevs av John Henry Leech 1899. Panaxia nepos ingår i släktet Panaxia och familjen björnspinnare. Inga underarter finns listade i Catalogue of Life.